# ۱۰۶۹ (قمری)
۱۰۶۹ (قمری)، هزار و شصت و نهمین سال در گاهشماری هجری قمری است. اول محرم این سال برابر با بیست و نهم سپتامبر سال ۱۶۵۸ میلادی است.

## وابسته
- سعدیان